# Calathea lindmanii
Calathea lindmanii är en strimbladsväxtart som beskrevs av Karl Moritz Schumann. Calathea lindmanii ingår i släktet Calathea och familjen strimbladsväxter. Inga underarter finns listade.